# Thanh Nga
Thanh Nga (31 tháng 7 năm 1942 – 26 tháng 11 năm 1978) là nữ nghệ sĩ cải lương nổi tiếng của Việt Nam. Bà được mệnh danh là "Nữ hoàng sân khấu" của miền Nam Việt Nam thời điểm lúc bấy giờ.

## Cuộc đời và sự nghiệp
Bà tên thật là Juliette Nguyễn Thị Nga, sinh ngày 31 tháng 7 năm 1942, quê quán ở Tây Ninh. Cha của bà là Nguyễn Văn Lợi (tức ông Hội Đồng Lợi), mẹ của bà là Nguyễn Thị Thơ (tức bà bầu Thơ), trưởng đoàn hát Thanh Minh - Thanh Nga nổi tiếng một thời. Thanh Nga là một Phật tử, có pháp danh Diệu Minh.
Thanh Nga kết hôn hai lần, lần đầu với ông Nguyễn Minh Mẫn (sĩ quan Quân lực Việt Nam Cộng hòa), lần sau làm vợ thứ (không chính thức) với ông Phạm Duy Lân tức hiệu là Đổng Lân vì ông đã từng giữ chức Đổng Lý Văn phòng của Bộ Thông tin trong Đệ Nhị Cộng hòa của Việt Nam Cộng hòa (luật sư). Bà có một con trai với ông Lân là Phạm Duy Hà Linh (sinh 1973, nay là nghệ sĩ hài kịch).
Gia đình Thanh Nga còn có nhiều nghệ sĩ nổi tiếng như:
- Bầu Thơ (mẹ ruột)
- Năm Nghĩa (cha dượng)
- Bảo Quốc (em cùng mẹ khác cha)
- Hà Linh (con trai) [3]
- Hữu Châu (cháu ruột, con nghệ sĩ Hữu Thìn)
- Hữu Lộc (cháu ruột, con nghệ sĩ Hữu Thìn)

### Giải thưởng tiêu biểu
- 1958: Giải Thanh Tâm triển vọng (vai sơn nữ Phà Ca, vở Người vợ không bao giờ cưới)
- 1966: Giải Thanh Tâm xuất sắc (vai Giáng Hương, vở Sân khấu về khuya)
- 1974: Nữ diễn viên chiếm nhiều cảm tình nhất, Nữ diễn viên thể hiện bi kịch xuất sắc nhất (Liên Hoan Phim Châu Á lần thứ 20)

### Vinh danh
- 1984: Bà được Nhà nước truy tặng danh hiệu Nghệ sĩ Ưu tú đợt đầu (theo Quyết định số 44-CT do Chủ tịch Hội đồng Bộ trưởng ký ngày 25 tháng 1 năm 1984).[4]
- 2007: Một bộ phim tài liệu về cuộc đời và sự nghiệp diễn xuất của Bà đã được cựu diễn viên – nhà báo Lê Quang Thanh Tâm thực hiện với tên gọi Nữ hoàng sân khấu Thanh Nga qua giọng đọc của NSND Bạch Tuyết do đạo diễn Võ Văn Thanh Trí dàn dựng và Hãng phim MDC Entertainment thâu và dựng.[5]
- 2015: Một con đường được vinh dự mang tên bà, đó là đường Thanh Nga thuộc khu dân cư Gia Hòa, phường Phước Long B, TP. Thủ Đức, Thành phố Hồ Chí Minh.[4][6][7][8]
- 2018: Trong chương trình Ký ức vui vẻ, NSƯT Ngọc Huyền tái hiện hình ảnh bà trong vở cải lương Tiếng trống Mê Linh.[9] Ngày 2 tháng 12 năm 2018 tại Thành phố Hồ Chí Minh, nghệ sĩ Hữu Châu và diễn viên Hà Linh đại diện gia đình cố nghệ sĩ Thanh Nga tổ chức buổi kỷ niệm 40 năm ngày giỗ vợ chồng bà.[10]

## Các vai diễn nổi bật

### Cải lương
| Tên                         | Tác giả                               | Vai             |
| --------------------------- | ------------------------------------- | --------------- |
| Bên cầu dệt lụa             | Thế Châu                              | Quỳnh Nga       |
| Bông hồng cài áo            | Hoàng Khâm                            | Nga             |
| Chuyện tình 17              | Nguyễn Phương                         | Loan            |
| Chuyện tình An Lộc Sơn      | Thế Châu                              | Dương Thái Chân |
| Con gái chị Hằng            | Hà Triều – Hoa Phượng                 | Trinh           |
| Đoạn tuyệt                  | Duy Lân                               | Loan            |
| Đời cô Lựu                  | Trần Hữu Trang                        | Kim Anh         |
| Đôi mắt người xưa           | Ngọc Linh – Nhị Kiều                  | Diệp Thúy       |
| Hai chuyến xe hoa           | Thái Thụy Phong                       |                 |
| Hoa Mộc Lan tùng chinh      | NSND Viễn Châu                        | Hoa Mộc Lan     |
| Mưa rừng                    | Hà Triều – Hoa Phượng                 | K'Lai           |
| Ngôi nhà ma                 | Thiếu Linh                            |                 |
| Người vợ không bao giờ cưới | Kiên Giang – Quy Sắc                  | Sơn nữ Phà Ca   |
| Nửa đời hương phấn          | Hà Triều – Hoa Phượng                 | The/Hương       |
| Phụng Nghi Đình             |                                       | Điêu Thuyền     |
| Sân khấu về khuya           | NSND Năm Châu                         | Giáng Hương     |
| Sông dài                    | Hà Triều – Hoa Phượng – Nguyễn Phương | Lượm            |
| Tấm lòng của biển           | Hà Triều – Hoa Phượng                 | Thanh           |
| Thái hậu Dương Vân Nga      | Trúc Đường – Huy Trường               | Dương Vân Nga   |
| Tiếng hạc trong trăng       | Yên Ba – Loan Thảo                    | Xuyên Lan       |
| Tiếng trống Mê Linh         | Việt Dung – Vĩnh Điền                 | Trưng Trắc      |
| Tình xuân muôn tuổi         | Nguyễn Phương                         |                 |
| Trăng lên đỉnh núi          | Loan Thảo                             | Dã Lan          |
| Xử án Bàng Quý Phi          | NSND Viễn Châu – Thể Hà Vân           | Bàng Quý Phi    |

### Phim ảnh
Thanh Nga cũng tham gia nhiều bộ phim, đáng chú ý nhất là:
| Tên                          | Vai        | Năm  |
| ---------------------------- | ---------- | ---- |
| Bụi phấn hồng                |            |      |
| Đôi mắt người xưa            | Diệp Thúy  | 1961 |
| Đứa con trong lửa đỏ         |            | 1975 |
| Hai chuyến xe hoa            |            | 1962 |
| Lan và Điệp                  | Lan        | 1971 |
| Loan mắt nhung               | Xuân       | 1970 |
| Một thoáng đam mê            |            | 1973 |
| Mùa thu cuối cùng            |            | 1971 |
| Năm vua hề về làng           |            | 1974 |
| Người cô đơn                 | Cô gái Huế | 1973 |
| Quái nữ Việt Quyền Đạo       |            |      |
| Sau giờ giới nghiêm          | Nhàn       | 1972 |
| Sợ vợ mới anh hùng           |            | 1974 |
| Thương muộn                  |            |      |
| Tìm lại cuộc đời             |            | 1977 |
| Triệu phú bất đắc dĩ         |            | 1973 |
| Vết thù trên lưng ngựa hoang |            | 1971 |
| Xa lộ không đèn              | Liễu       | 1972 |

## Các bài hát nổi tiếng

### Tân cổ giao duyên
| Tên                              | Tác giả                         | Tác giả               |
| Tên                              | Tân nhạc                        | Cổ nhạc               |
| -------------------------------- | ------------------------------- | --------------------- |
| Bao giờ em lấy chồng             | Minh Kỳ – Hoài Linh             | NSND Viễn Châu        |
| Các anh đi                       | Văn Phụng                       | Nguyễn Liêu           |
| Cánh hoa thời loạn               | Y Vân                           | Xuân Phát             |
| Cay đắng tình đời                | Phượng Linh                     | Nguyễn Phương         |
| Chuyện màu hoa trắng             | Hà Phương                       | Xuyên Vân Tử          |
| Chuyện tình Tiêu Sử và Lộng Ngọc | Hoàng Thi Thơ                   | Thế Châu              |
| Có bao giờ                       | Phạm Vũ Anh Tứ                  | Xuyên Vân Tử          |
| Đừng nói với anh                 | Hoàng Thi Thơ                   | Tứ Lang               |
| Giã từ Đà Lạt                    | Duy Khánh                       | NSND Viễn Châu        |
| Hai lối mộng                     | Trúc Phương                     | NSND Viễn Châu        |
| Hoa trinh nữ                     | Trần Thiện Thanh                | NSND Viễn Châu        |
| Kiếp cầm ca                      | Huỳnh Anh                       | Kiên Giang            |
| Khi đã yêu                       | Phượng Linh                     | Đông Phương Tử        |
| Lỡ chuyến đò                     | Anh Việt                        | Yên Sơn               |
| Mưa rừng                         | Huỳnh Anh                       | Hà Triều – Hoa Phượng |
| Mưa rừng                         | Huỳnh Anh                       | NSND Viễn Châu        |
| Ngày ấy quen nhau                | Lê Dinh                         | Nguyễn Liêu           |
| Người đến rồi đi                 | Hồng Vân                        | Yên Sơn               |
| Tâm sự người yêu                 | Hồng Vân                        | Yên Sơn               |
| Thành Đô ơi giã biệt             | Thúc Đăng                       | NSND Viễn Châu        |
| Tình thơ mộng                    | Vĩnh Phúc                       | Nguyễn Liêu           |
| Trăm mến nghìn thương            | Hoài Linh                       | NSND Viễn Châu        |
| Truyện tình Lan và Điệp          | Mạc Phong Linh – Mai Thiết Lĩnh | NSND Viễn Châu        |
| Vĩnh biệt người yêu              | Hồng Vân                        | Yên Sơn               |
| Xích lại gần anh tí nữa          | Mặc Thế Nhân                    | NSND Viễn Châu        |

### Ca cổ
| Tên                          | Tác giả              |
| ---------------------------- | -------------------- |
| Bà mẹ Hòn Đất                | Văn Hồng Cẩm         |
| Bên bờ kênh xáng             | Trần Nam Dân         |
| Bông sen                     | Trần Nam Dân         |
| Cô gái xuân                  | NSND Viễn Châu       |
| Con của mẹ                   | Văn Hồng Cẩm         |
| Dưới bóng từ bi              | NSND Viễn Châu       |
| Gái làng Tân Hội             | Trần Nam Dân         |
| Hận Đồ Bàn                   | NSND Viễn Châu       |
| Hoa thắm đồng bưng           | Minh Thùy            |
| Hồi chuông Thiên Mụ          | NSND Viễn Châu       |
| Khi rừng sim thay lá         | Kiên Giang           |
| Lắng tiếng chuông ngân       | NSND Viễn Châu       |
| Mái tóc thề                  | NSND Viễn Châu       |
| Ngày mai đám cưới người ta   | Kiên Giang – Quy Sắc |
| Người chồng lý tưởng của em  | NSND Viễn Châu       |
| Người mẹ đào hầm             | Trần Nam Dân         |
| Người mẹ miền Nam            | NSND Viễn Châu       |
| Nhạc lòng năm cũ             | Anh Lân              |
| Nửa chừng xuân               |                      |
| Quả tim bất diệt             | NSND Viễn Châu       |
| Số kiếp                      | NSND Viễn Châu       |
| Tâm sự chàng bán than        | Hoàng Khâm           |
| Thuyền trăng trên bến Ngũ Hồ | Kiên Giang           |
| Tình là dây oan              | Kiên Giang           |
| Trông chồng                  | NSND Viễn Châu       |

## Bị ám sát và qua đời
— Hà Linh, con trai cố NSƯT Thanh Nga chia sẻ.

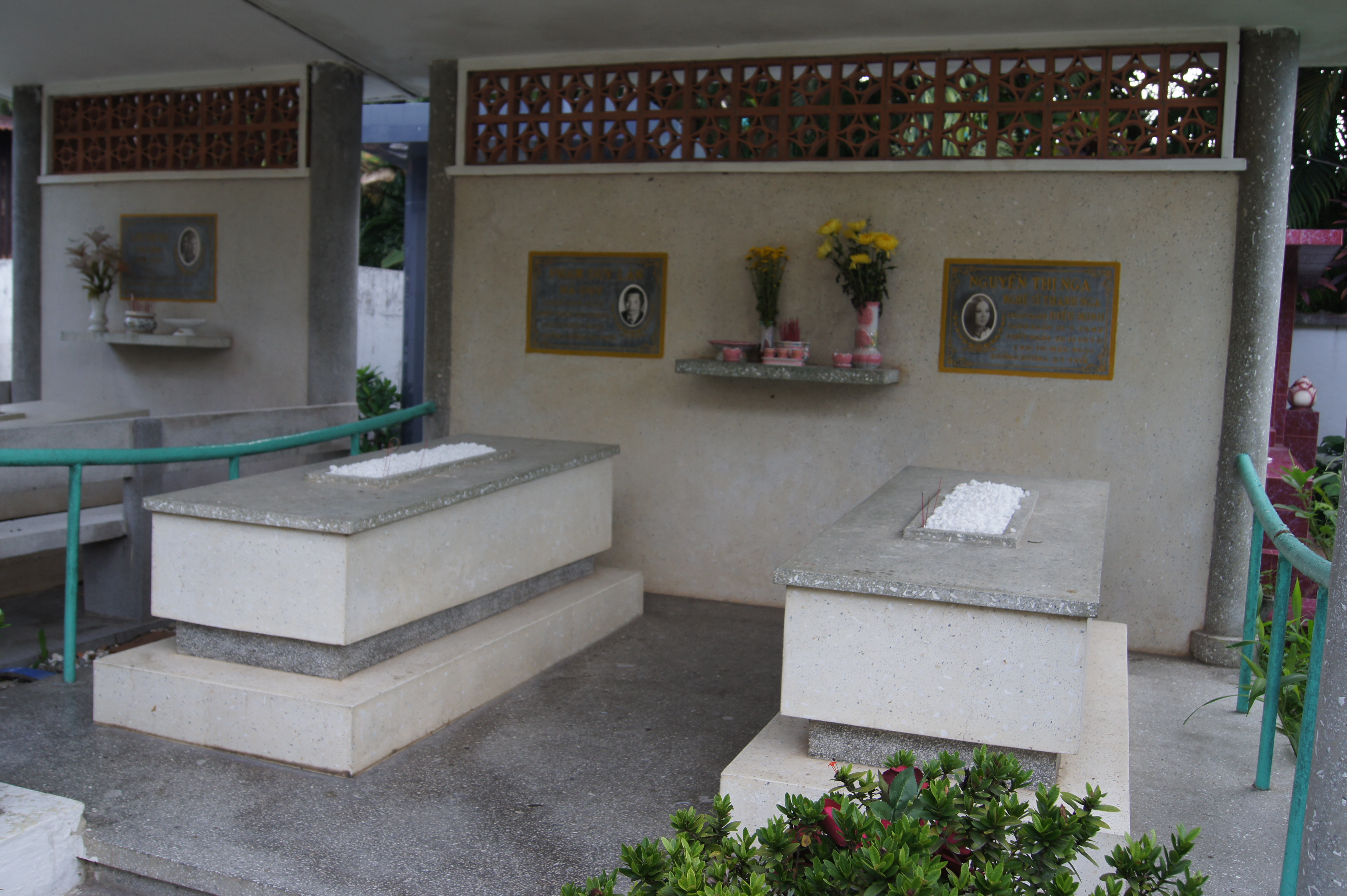
Phần mộ vợ chồng nghệ sĩ Thanh Nga trong Chùa Nghệ sĩ.

Đêm ngày 26 tháng 11 năm 1978, khi diễn xong vở cải lương Thái hậu Dương Vân Nga ở rạp hát Cao Đồng Hưng (còn gọi là rạp Gia Định) nằm ở khu vực chợ Bà Chiểu, quận Bình Thạnh, khoảng 23 giờ, nghệ sĩ Thanh Nga lên chiếc xe hiệu Volkswagen sơn màu xám nhạt do chồng bà cầm lái để về nhà. Thanh Nga ngồi băng ghế phía sau cùng với con trai khi đó mới 5 tuổi. Ngồi ở ghế trước có võ sư Nguyễn Văn Các, vệ sĩ bảo vệ Thanh Nga. Ngay khi chiếc xe dừng trước cổng nhà nằm trên đường Ngô Tùng Châu (nay là đường Lê Thị Riêng, Quận 1, Thành phố Hồ Chí Minh), vệ sĩ Các bước ra mở cửa thì một chiếc xe Honda 67 chạy tới, hai người lạ mặt nhảy xuống (thủ phạm bắn chết vợ chồng nghệ sĩ Thanh Nga là Nguyễn Thanh Tân và Nguyễn Văn Đức) dùng súng ngắn P38 khống chế anh vào trong xe. Chúng tiếp tục uy hiếp vợ chồng Thanh Nga để bắt người con trai. Khi vợ chồng nghệ sĩ chống cự, chúng liên tiếp nã đạn bắn chết cả hai rồi biến mất. Ông Lân chết ngay tại chỗ, nghệ sĩ Thanh Nga thì vẫn còn hơi thở. Vệ sĩ Các ôm Thanh Nga lên xích lô ra thẳng Bệnh viện Sài Gòn nhưng đã muộn. Viên đạn trúng ngực trái đã cướp đi sinh mạng của Thanh Nga ở tuổi 36.

## Nhận xét
Thanh Nga nổi tiếng, có lượng người hâm mộ hùng hậu nhưng ở cô ấy không tỏ vẻ ngôi sao kiêu kỳ. Ai tiếp xúc với Thanh Nga cũng thấy phong cách thanh lịch, nhẹ nhàng và hài hước. Đặc biệt, thái độ làm việc chuẩn mực của nữ nghệ sĩ, cô ấy đã không hẹn thì thôi, còn hẹn thì nhất định đến đúng giờ.— Nhiếp ảnh gia Đinh Tiến Mậu

Chị Thanh Nga xuất hiện trên sân khấu sáng rực và có sức hút như một thỏi nam châm. Chị sống giản dị, chân thành nên khán giả và đồng nghiệp đều thương mến. Tôi sát cánh bên NS Thanh Nga từ nhỏ nên hiểu tính nết của chị. Chị hay nhõng nhẽo với mẹ nhưng khi làm việc thì hết lòng.— NSND Ngọc Giàu

## Trong văn hóa đại chúng
Vụ ám sát vợ chồng nghệ sĩ Thanh Nga đã trở thành nguồn cảm hứng cho bộ phim Ống kính sát nhân của đạo diễn Nguyễn Hữu Hoàng, sản xuất năm 2018. Bộ phim lấy bối cảnh tại Đà Lạt những năm cuối thập niên 1960.